# 摩根大通大廈
摩根大通大廈（JPMorgan Chase Tower）位於美國德克薩斯州休士頓，高305.4公尺（1,002英尺），是休士頓第一高樓、美國第二十七高摩天大樓。摩根大通大廈樓高75層，於1982年完工，在洛杉磯的聯邦銀行大廈建成前是美國密西西比河以西的最高建築。